# Пудиші
Пудиші (рос. Пудыши) — присілок Гагарінського району Смоленської області Росії. Входить до складу Кармановського сільського поселення.
Населення — 23 особи (2007 рік). 